# Адмиралтейская церковь (Карлскруна)
Адмиралтейская церковь в Карлскруне (швед. Karlskrona amiralitetskyrka) — церковь на юге Швеции. Известна также как церковь Благочестивой Ульрики в честь королевы-консорта Ульрики Элеоноры.
Церковь относится к лютеранскому приходу Королевского Адмиралтейства и находится рядом с Карлскрунской военно-морской базой.
Храм освящен в 1685 году. Он полностью построен из дерева. Первоначально Адмиралтейская церковь могла вместить до 4000 человек, что делало ее крупнейшей деревянной церковью Швеции. Интерьер выполнен в светло-голубом цвете, а снаружи — в традиционном для Скандинавии фалунском красном цвете. Форма церкви представляет собой греческий крест, каждая поперечина которого имеет длину 20 метров.
Перед главным входом церкви стоит знаменитая деревянная фигура Розенбома, известная по сказке «Чудесное путешествие Нильса с дикими гусями».

## Галерея
- Алтарь
- Орган
- Интерьер
- Деревянный Розенбом